# Ack Ack (caballo)
Ack Ack (1966-1990) fue un destacado caballo de carreras purasangre incluido en el Salón de la Fama de la Hípica de Estados Unidos.
Corrió con éxito desde los dos a los cuatro años, anotándose importantes victorias en 1969, en Withers Stakes y en el Clásico de Arlington. En 1971, a la edad de cinco años, Ack Ack se reveló como el caballo más dominante en esa temporada. Entrenado por Charlie Whittingham, ganó siete carreras del más alto nivel (graded stakes races) en diferentes superficies y sobre diferentes distancias. Sus actuaciones le valieron el premio al "Caballo del Año" en Estados Unidos. 
Propiedad de Harry Frank Guggenheim, Ack Ack fue vendido por los albaceas de su patrimonio tras su muerte en enero de 1971. Con el nuevo propietario, EE "Buddy" Fogelson, marido de la actriz Greer Garson, el caballo se retiró al final de su año más exitoso para convertirse en semental en la granja Claiborne, cerca de Paris (Kentucky). Ack Ack fue padre cuarenta caballos ganadores de "stakes", incluyendo los más conocidos Broad Brush y Youth. 
En 1999, la revista Blood Horse Inc. declaró a Ack Ack uno de los cien mejores caballos de carreras del siglo XX.